# CLCN3
CLCN3‏ (Chloride voltage-gated channel 3) هوَ بروتين يُشَفر بواسطة جين CLCN3 في الإنسان.